# Opsion longicornis
Opsion longicornis är en tvåvingeart som beskrevs av Günther Enderlein 1910. Opsion longicornis ingår i släktet Opsion och familjen svampmyggor. Inga underarter finns listade i Catalogue of Life.